# Cleome lupinifolia
Cleome lupinifolia är en paradisblomsterväxtart som beskrevs av Ernest Friedrich Gilg och Benedict. Cleome lupinifolia ingår i släktet paradisblomstersläktet, och familjen paradisblomsterväxter. Inga underarter finns listade i Catalogue of Life.